# The Break-Up
The Break-Up (bra: Separados pelo Casamento; prt: Separados de Fresco) é um filme estadunidense de 2006, do gênero comédia dramático-romântica dirigido por Peyton Reed, com roteiro de Jeremy Garelick, Jay Lavender e Vince Vaughn.
Inicialmente o título do filme no Brasil seria Até que o Casamento nos Separe.

## Sinopse
O filme conta a história de Brooke (Aniston) e Gary (Vaughn). Depois que Brooke termina o namoro com Gary, nenhum dos dois pretende se mudar do condomínio que dividiam. Brooke e Gary decidem tornar a vida do outro insuportável e assim ficar com o apartamento. O filme tenta inovar ao contar a história a partir de onde a maioria das comédias românticas terminam: depois do "...felizes para sempre".

## Elenco
- Vince Vaughn como Gary Grobowski
- Jennifer Aniston como Brooke Meyers
- Joey Lauren Adams como Addie Jones
- Cole Hauser como Lupus Grobowski, irmão de Gary
- Jon Favreau como Johnny Ostrofski
- Jason Bateman como Mark Riggleman
- Judy Davis como Marilyn Dean
- Justin Long como Christopher Hirons
- John Michael Higgins como Richard Meyers, irmão de Brooke
- Vernon Vaughn como Howard Meyers, pai de Brooke
- Ann-Margret como Wendy Meyers, mãe de Brooke
- Vincent D'Onofrio como Dennis Grobowski, outro irmão de Gary
- Peter Billingsley como Andrew
- Mary-Pat Green como Mischa
- Keir O'Donnell como Paul Grant
- Geoff Stults como Mike Lawrence
- Linda Cohn como ESPN Sportscaster
- Zack Shada como Mad Dawg Killa
- William Dick como garçom

## Recepção
Em 2007, Aniston saiu vencedora pela melhor cena de nudez pelo site de nudez de artistas Mr. Skin.
Em Rotten Tomatoes o filme tem uma classificação de aprovação de 34% com base em 192 avaliações com uma classificação média de 5/10. O consenso crítico do site diz: "Essa comédia anti-romântica carece de risadas e discernimento, resultando em uma experiência estranha e insatisfatória". Em Metacritic, o filme tem uma pontuação de 45 de 100 com base em 37 críticos, indicando "revisões mistas ou médias". Os públicos pesquisados pelo CinemaScore deram ao filme uma nota média de "C+" em uma escala A+ a F.